# Chlorissa rubrifrons
Chlorissa rubrifrons là một loài bướm đêm trong họ Geometridae.